# Collegiata della Beata Vergine Annunciata
La collegiata della Beata Vergine Annunciata è un luogo di culto cattolico dalle forme barocche e neoclassiche situato in piazza Garibaldi a San Secondo Parmense, in provincia e diocesi di Parma; è sede di una parrocchia compresa nella zona pastorale della Bassa.
La chiesa fu edificata per volere di Pier Maria II de' Rossi nel XV secolo e ampliata tra il XVIII e il XIX.

## Storia
Agli inizi del XV secolo il territorio di San Secondo Parmense possedeva due chiese titolari di parrocchia: la prima era la pieve di San Genesio che sorgeva isolata 2 km ad ovest del centro abitato e la seconda era l'antica curata di San Secondo che sorgeva in località Zoccolanti in prossimità del primo insediamento abitativo fondato dagli Attonidi nel X secolo e denominato Villa di San Secondo.

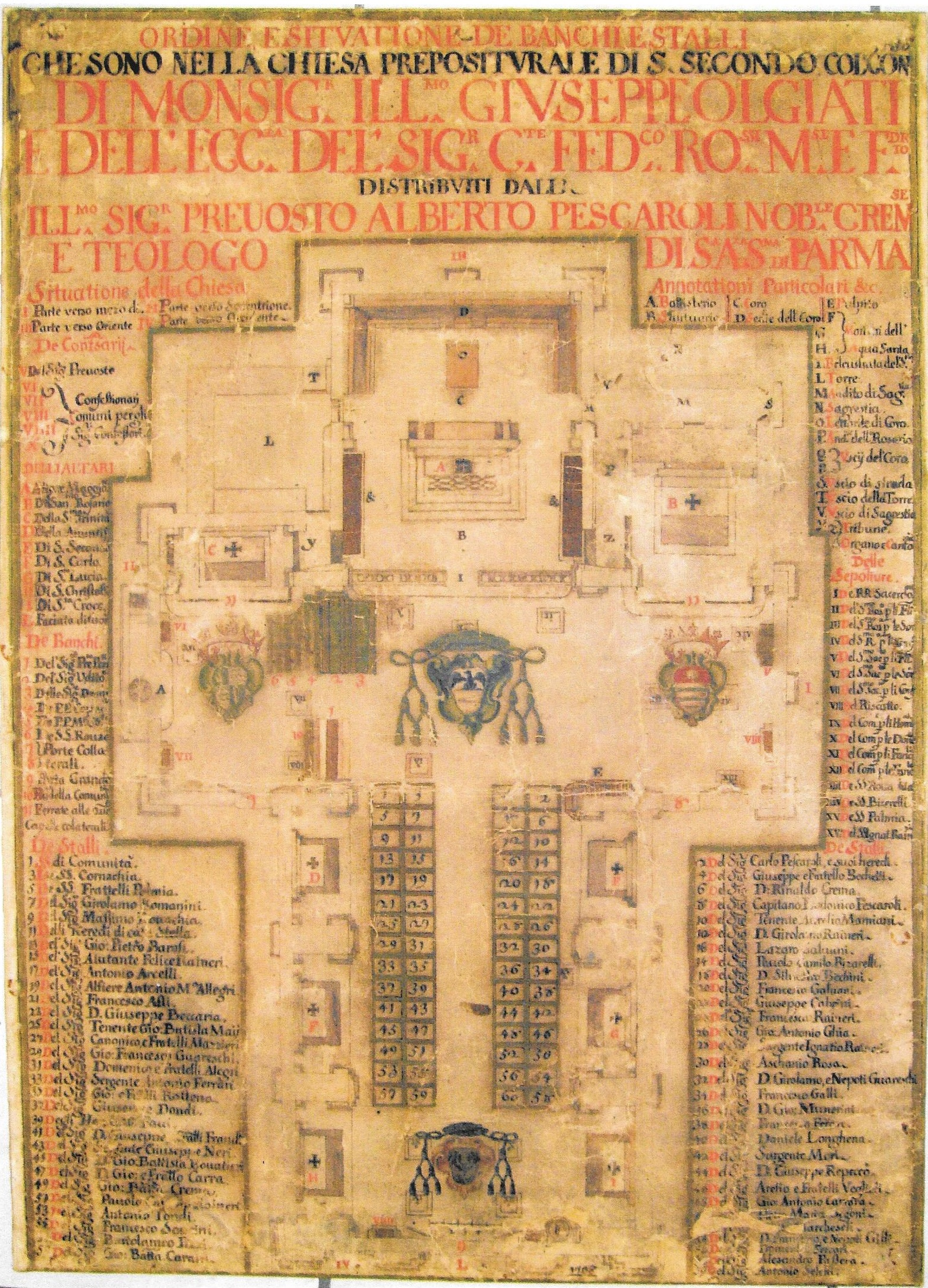
Pianta della collegiata antecedente agli ampliamenti settecenteschi

l nuovo castrum voluto dai Rossi agli inizi del XIII secolo non era invece provvisto di alcun luogo di culto. A causa del sempre maggior interesse e popolamento del nuovo centro a discapito dei primi nuclei abitati, Pier Maria II de' Rossi decise nel 1450 di far erigere un oratorio lungo l'asse viario principale sulla strada che conduce a Cremona e di dedicarlo alla Beata Vergine Annunciata che Pier Maria considerava come sua protettrice essendo egli nato il 25 marzo, giorno in cui si festeggia appunto l'Annunciazione di Maria Vergine.
Da semplice oratorio la chiesa venne eretta in prevostura nel 1470 acquistando il titolo di parrocchia a discapito delle altre due chiese, ciò fu concesso dal vescovo di Parma Giovanni Antonio della Torre su richiesta presentata da Pier Maria stesso che ottenne anche il patronato per la elezione, nomina e presentazione dei titolari di tutti i benefici.

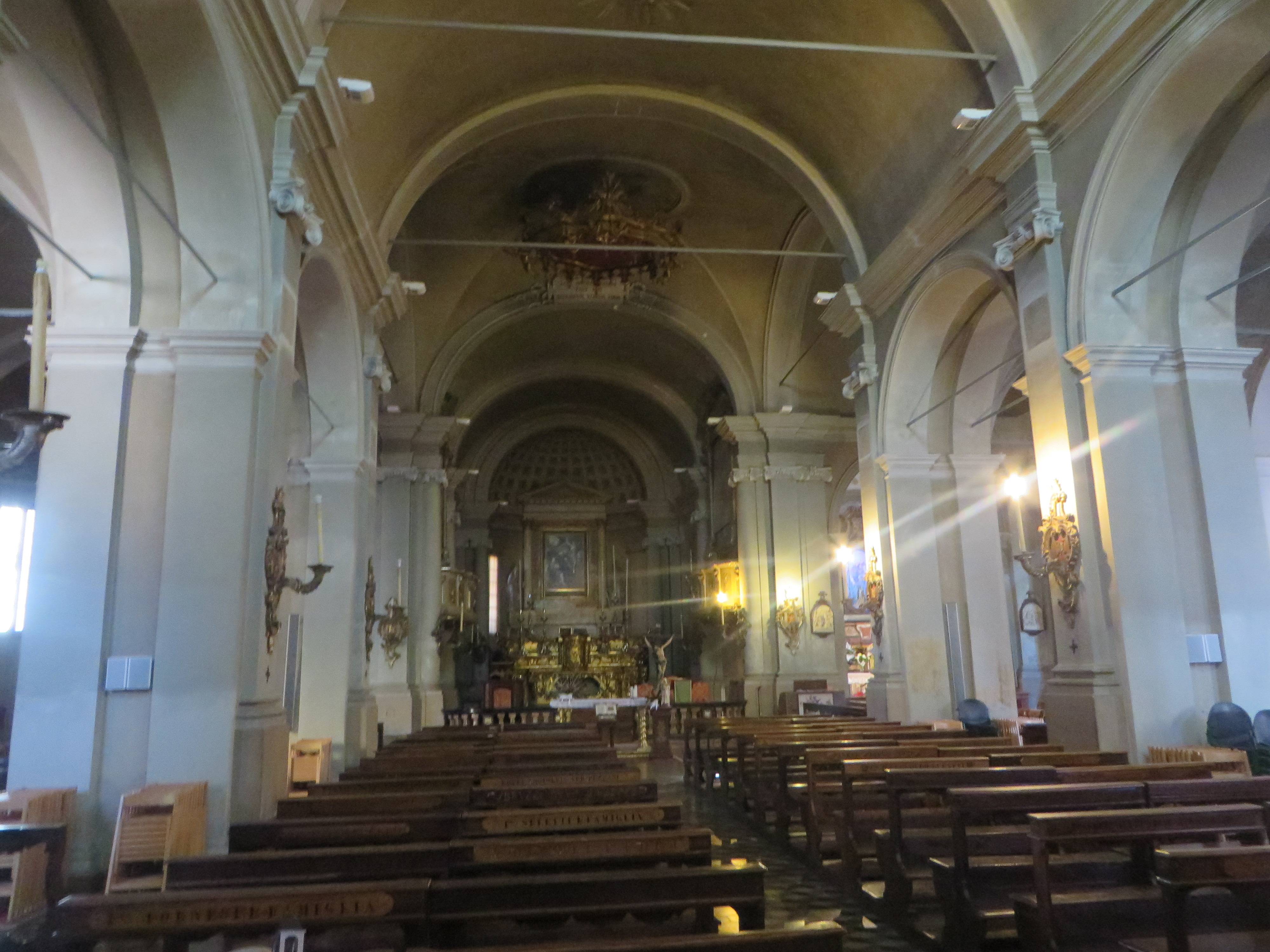
La navata centrale quattrocentesca e l'altare della chiesa

Inizialmente la chiesa aveva una struttura ben diversa da quella attuale ed era costituita da una sola navata, come ben si evince da una pianta prospettica del 1572 e come viene confermato da un'altra piantina della chiesa redatta per verificare la situazione dei banchi e degli stalli durante la prevostura di Don Alberto Pescaroli (1699-1714) e quindi immediatamente precedente ai lavori di ampliamento avvenuti sotto la prevostura del suo successore Gian Battista Guarnieri Anguissola (1714-1768).
Dalla pianta si può osservare una chiesa ad una sola navata centrale che però si allargava nella zona del transetto alle dimensioni dell'attuale edificio con presenti i tre altari come vi sono tuttora, la zona dell'abside decisamente più corta, del tutto mancanti la struttura dell'attuale sacrestia e dell'alloggio del sagrestano.
Tale aspetto della chiesa quattrocentesca venne totalmente stravolto: si costruirono le navate laterali (1716-1719), si edificò il nuovo presbiterio e si eresse un nuovo campanile (1733-1734). Tali lavori di ampliamento vennero affidati all'architetto Maj, mentre gli stucchi vennero affidati Carlo Bossi
A questi lavori principali se ne aggiunsero alcuni minori come la sistemazione del selciato sagrato, la costruzione della sacrestia, del coro, della sala superiore, dell'organo, e l'impianto dell'orologio.
Nel 1865 inoltre viene rifatta interamente la facciata della chiesa su progetto dell'architetto Pancrazio Soncini con sculture di Emilio Romanelli, dando infine all'edificio l'aspetto che oggi possiamo osservare. La pavimentazione venne completamente rifatta nel 1905.

## Descrizione

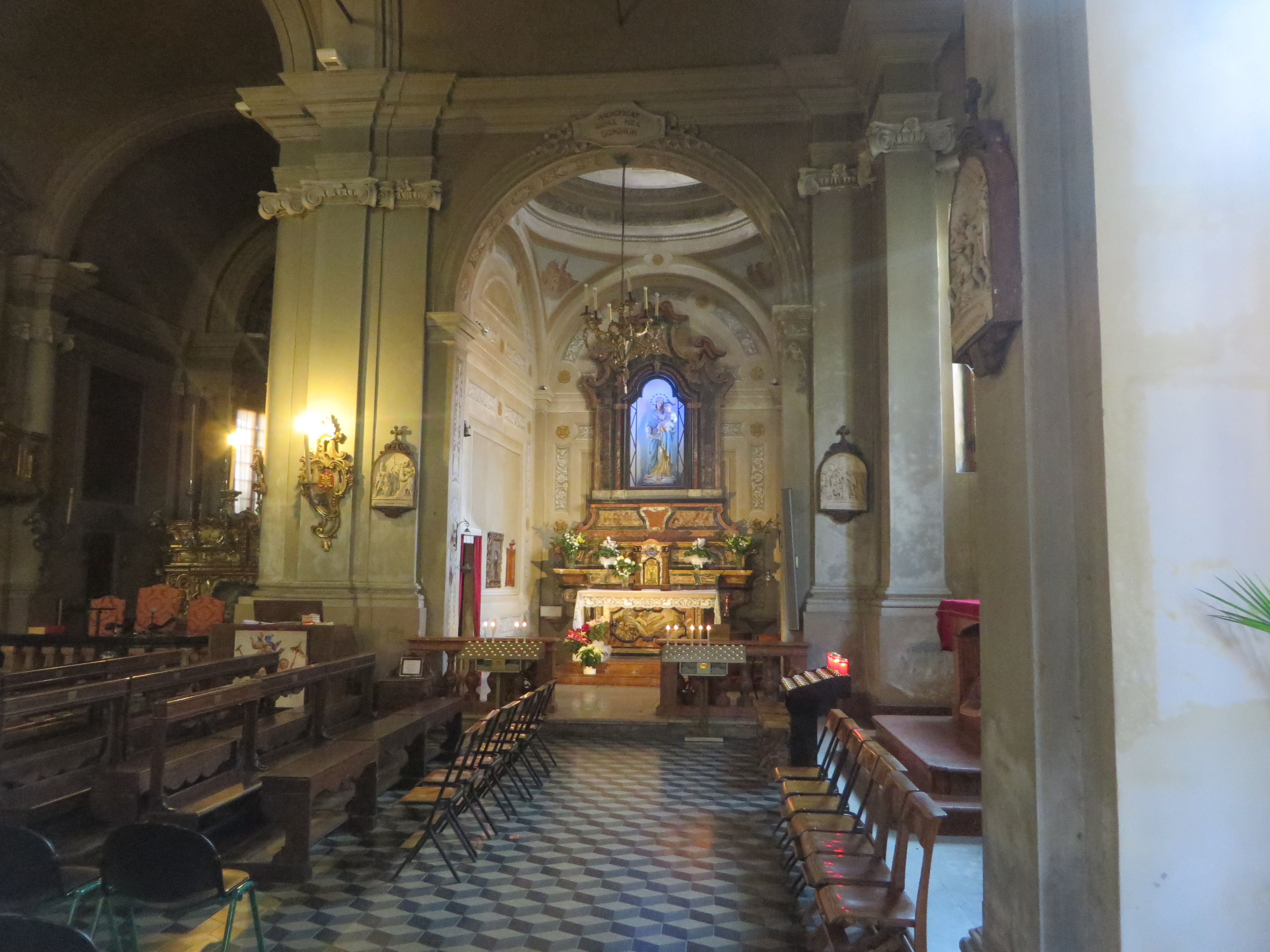
Cappella con l'altare della Madonna del Santo Rosario

L'attuale struttura dell'edificio, caratterizzata da una pianta a croce romana con tipico orientamento est-ovest, si compone tre navate e profondo presbiterio absidato. Posteriormente alla chiesa sono invece posti la sagrestia e gli alloggi del cappellano da un lato e la torre campanaria dall'altro.
La facciata ottocentesca in stile neoclassico è caratterizzata da un timpano sostenuto idealmente da quattro colonne, sul timpano campeggiano le statue di San Secondo e di San Genesio in memoria dei santi ai quali erano dedicate le antiche chiese del territorio di San Secondo. 

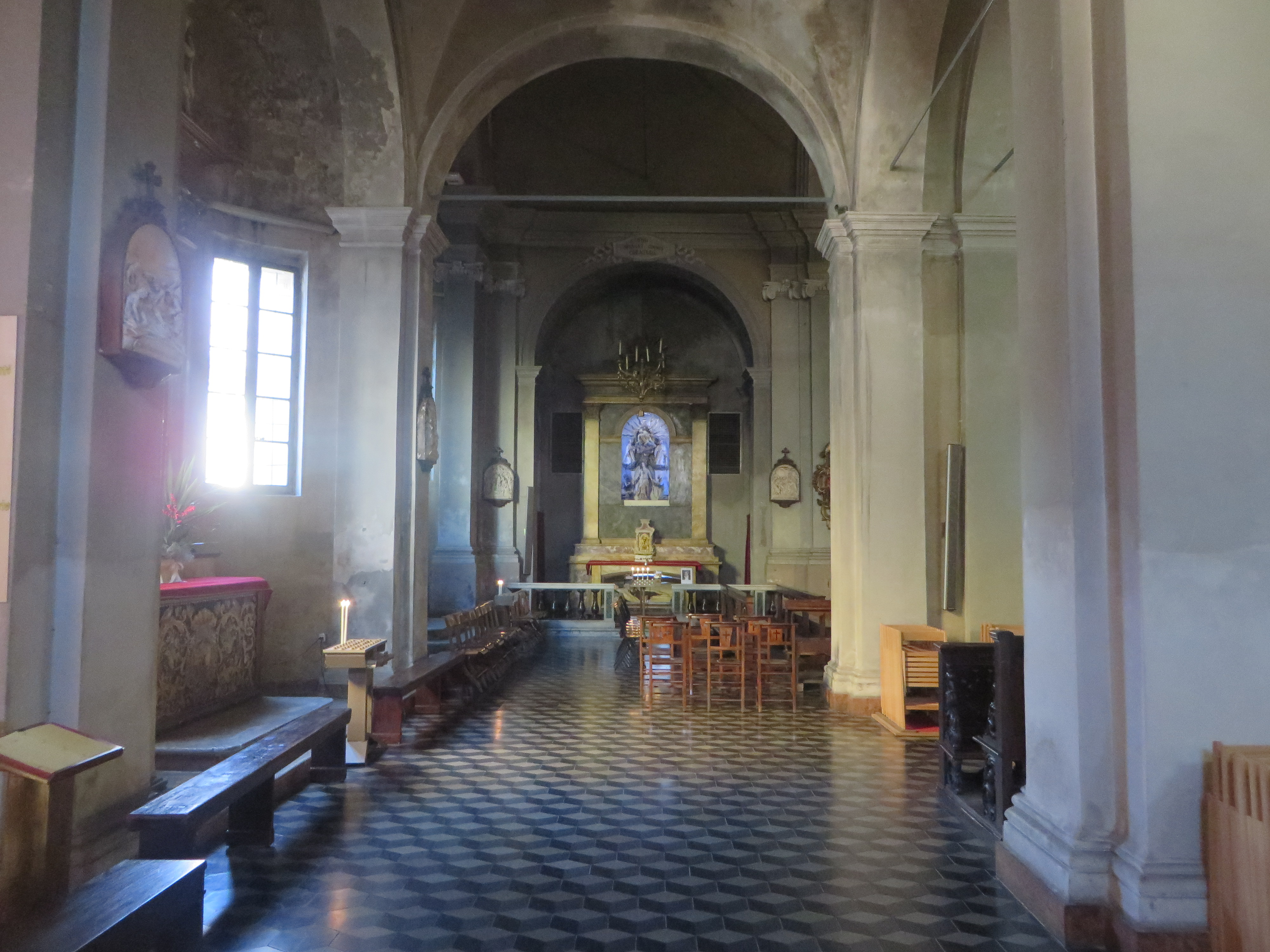
Cappella con l'altare dedicato alla santissima Trinità

Per quanto concerne gli interni spicca nel presbiterio la grande pala d'altare scolpita nel 1734 da Antonio Formaiaroli rappresentante l'Annunciazione, le cappelle che coronano le navate absidali sono invece dedicate alla Santa Trinità (navata sinistra) e alla Madonna del Santo Rosario (navata destra). Degno di menzione è anche il prezioso altare maggiore in legno dorato realizzato dal Carapezzi fra il 1763 e il 1769.
La pala d'altare ospita una reliquia di San Secondo di Asti che venne portata nella collegiata nel 1694. Tuttavia la dedicazione originaria della antica cappella di San Secondo che durante il medioevo diede il nome al paese era molto probabilmente da attribuirsi al Secondo martire soldato della legione tebana e non al Secondo martire patrono di Asti.
Dietro l'altare, in corrispondenza della parte terminale dell'abside è collocato il coro ligneo, mentre l'organo è collocato in posizione rialzata sulla destra del presbiterio.
Di pregio è anche la quadreria che decora la chiesa, fra gli autori delle opere spiccano i nomi di Pier Antonio Bernabei (1567-1630), Jan Soens (1547-1611) e Antonio Bresciani (1720-1817); fra le varie opere dipinte ad olio su tela si ricordano Il battesimo di Gesù (Soens), L'Annunciazione, Madonna con bambino e santi (Gervasio Gatti), Il Martirio di Sant'Agata, San Secondo (Bresciani) e Santa Lucia e San Francesco (Andrea Mainardi). Completano l'apparato artistico suggestivi intagli in legno che, oltre ai già menzionati coro e altare comprendono anche i confessionali e altre opere fra le quali un crocifisso ligneo, un Cristo morto e le statue di san Genesio, san Secondo e sant'Antonio abate.

## Curiosità
- Nella collegiata furono girate nel 1972 alcune scene del film di Mario Camerini "Don Camillo e i giovani d'oggi"
- Nel 1940 vi si tenne il 6º Congresso eucaristico diocesano[5]
- Nonostante il toponimo del paese (San Secondo), la festa patronale non coincide con il giorno in cui si ricorda San Secondo ma cade il giorno dell'Annunciazione, il 25 marzo, finendo con il coincidere col giorno di nascita di Pier Maria II de' Rossi.